# Haing S. Ngor
Haing Somnang Ngor (khmeră: ហ៊ាំង សំណាង ង៉ោ, chineză: 吳漢潤; pinyin: Wú Hànrùn, n. 22 martie 1940, Indochina Franceză, Guangzhouwan⁠(d) – d. 25 februarie 1996, Los Angeles, California, SUA) a fost un medic, actor și autor cambodgian care a câștigat Premiul Oscar pentru cel mai bun actor în rol secundar în 1985 pentru rolul său de debut din filmul The Killing Fields (1984), în care l-a jcuat pe jurnalistul refugiat Dith Pran. A fost primul actor asiatic de gen masculin care a câștigat Premiul Oscar pentru  un rol secundar și pentru un rol debutant. Ngor și Harold Russell sunt singurii actori non-profesioniști care au câștigat Oscarul pentru o categorie de actorie.

## Filmografie
| An   | Titlu                            | Rol                | Note |
| ---- | -------------------------------- | ------------------ | --- |
| 1984 | The Killing Fields               | Dith Pran          | - Credited as Dr. Haing S Ngor - Academy Award for Best Supporting Actor - Golden Globe Award for Best Supporting Actor - Motion Picture - BAFTA Award for Best Actor in a Leading Role - BAFTA Award for Best Newcomer - Boston Society of Film Critics Award for Best Actor |
| 1987 | In Love and War                  | Major Bui          | TV Movie |
| 1987 | Eastern Condors                  | Yeung Lung         | |
| 1989 | Vietnam War Story: The Last Days | Major Huyen        | segment "The Last Outpost" |
| 1989 | The Iron Triangle                | Colonel Tuong, NVA | |
| 1990 | Vietnam, Texas                   | Wong               | |
| 1990 | Last Flight Out                  | Pham Van Minh      | TV Movie |
| 1991 | Ambition                         | Tatay              | |
| 1993 | My Life                          | Mr. Ho             | |
| 1993 | Heaven & Earth                   | Papa               | |
| 1994 | Fortunes of War                  | Khoy Thuon         | |
| 1994 | The Dragon Gate                  | Sensei             | |
| 1996 | Hit Me                           | Billy Tungpet      | |

## Legături externe
- Haing S. Ngor la Internet Movie Database
- Haing S. Ngor la Find a Grave
- Site-ul fundației Haing Ngor
- Știre CNN despre deces